# 견왕
견왕(Inu-Oh, 이누-오)은 일본에서 제작된 유아사 마사아키 감독의 2021년 애니메이션 영화이다.
2021년 9월 9일 제78회 베네치아 국제 영화제에서 초연되었으며 전 세계 극장 개봉은 2022년 5월 28일 이루어졌다.

## 등장인물
- 견왕-아부짱
- 토모나 - 모리야마 미라이
- 아시카가 요시미쓰 - 에모토 타스쿠
- 견왕의 아버지 - 츠다 켄지로
- 토모나의 아버지 - 마츠시게 유타카